# STANAG 4569
NATO AEP-55 STANAG 4569 ist ein Standardisierungsübereinkommen der NATO, das die „Schutzstufen für Insassen von Logistik- und leichten Panzerfahrzeugen“ vereinheitlicht. Der Standard umfasst Gefährdungen durch Projektile, Artillerie und Sprengfallen und ist in verschiedene Schutzstufen, sogenannte „Level“, unterteilt. Der höchste Level 6 enthält keine Definition der Größe der Explosivladung des Minenschutzes.
Fahrzeuge gleicher Klasse können sich jedoch erheblich voneinander unterscheiden. Während bei dem einen aus Werbezwecken nur die nötige Panzerung verwendet wird, wird bei anderen auch auf klassenspezifische Bedrohungen geachtet, die noch nicht im Stanag berücksichtigt wurden. Ältere Fahrzeuge, wie etwa sowjetische BMP oder BTR, lassen sich schwer einordnen, da sie sehr unterschiedlich gepanzert sind: z. B. frontal 80 mm, frontale Schützenluken und seitlich 10 mm.

## Schutzklassen
|         | Kinetische Energie | Artillerie (HE = High Explosives)                     | Splitterschutz / Minenexplosion |
| ------- | --- | ----------------------------------------------------- | --- |
| Level 1 | 7,62 × 51 mm NATO Ball (Ball M80) aus 30 Metern mit 833 m/s 5,56 × 45 mm NATO Ball (SS109) aus 30 Metern mit 910 m/s 5,56 × 45mm NATO Ball (M193) aus 30 Metern mit 930 m/s | 155 mm HE aus 100 m - Winkel: Seite 360°; Höhe: 0–18° | Handgranaten, nicht explodierte Streumunition und andere kleine Sprengkörper (Antipersonenminen o. ä.): - Explosion unter Fahrzeug                 |
| Level 2 | 7,62 × 39 mm API BZ aus 30 Metern mit 695 m/s | 155 mm HE aus 80 m - Winkel: Seite 360°; Höhe: 0–22°  | Explosivpanzerminen mit 6 kg TNT: - 2a – Aktivierung durch Überfahren unter einzelnem Rad oder Kette - 2b – Minendetonation mittig unter Fahrzeug  |
| Level 3 | 7,62 × 51 mm M993 AP (WC Kern) aus 30 Metern mit 930 m/s - Winkel: Seite 360°; Höhe 0–30°                                                                                   | 155 mm HE aus 60 m - Winkel: Seite 360°; Höhe: 0–30°  | Explosivpanzerminen mit 8 kg TNT: - 3a – Aktivierung durch Überfahren unter einzelnem Rad oder Kette - 3b – Minendetonation mittig unter Fahrzeug  |
| Level 4 | 14,5 × 114 mm AP / B32 aus 200 Metern mit 911 m/s | 155 mm HE aus 30 m - Winkel: Seite 360°; Höhe: 0°     | Explosivpanzerminen mit 10 kg TNT: - 4a – Aktivierung durch Überfahren unter einzelnem Rad oder Kette - 4b – Minendetonation mittig unter Fahrzeug |
| Level 5 | 25 mm APDS-T (M791) oder TLB 073 aus 500 m mit 1258 m/s - Winkel: frontal mittig: ±30° Seite, Höhe 0°                                                                       | 155 mm HE aus 25 m - Winkel: Seite 360°; Höhe: 0–90°  | |
| Level 6 | 30 mm APFSDS oder AP aus 500 m - Winkel: frontal mittig: ±30° Seite, Höhe 0°                                                                                                | 155 mm HE aus 10 m - Winkel: Seite 360°; Höhe: 0–90°  | |